# Gallipoli Heights
Die Gallipoli Heights sind eine Gruppe von Bergen und Gebirgskämmen im ostantarktischen Viktorialand. In den Freyberg Mountains ragt ihr Zentrum 12 km südsüdöstlich des Monte Cassino auf.
Die Nordgruppe der von 1963 bis 1964 dauernden Kampagne im Rahmen der New Zealand Geological Survey Antarctic Expedition benannte ihn  (1963–1964) benannte sie in Verbindung mit der Benennung der Freyberg Mountains nach der Schlacht von Gallipoli während des Ersten Weltkriegs, an welcher der britische General Bernard Freyberg, 1. Baron Freyberg (1889–1963) teilgenommen hatte.